# Бојан Јовановић
Бојан Јовановић (Ниш, 18. фебруар 1950) српски је антрополог, књижевник и синеаста.

## Биографија
У родном граду је завршио основну школу, гимназију и Технички факултет.
На групи за етнологију Филозофског факултета у Београду дипломирао је 1975. године, магистрирао 1981. године са тезом Улога и значај анимизма у српској народној религији и докторирао 1988. године са тезом Магија у обредима прелаза у Срба. Током редовних и постдипломских студија, на основу високог просека оцена, био је стипендиста Универзитета у Београду.
У статусу слободног уметника — књижевника био је до 1984. године када се запослио на месту уредника научног програма Дома културе Студентски град у Новом Београду где је радио до преласка у Балканолошки институт САНУ 16. децембра 1993. године. На основу објављених радова изабран је 1991. године за научног сарадника, 1997. године за вишег научног сарадника, а 2001. године добио је и звање научног саветника. У Балканолошком институту је био ангажован на пројектима Народна култура Срба у словенско—балканском контексту и Српска народна култура између Истока и Запада. 
Јавни наступи и текстови у свим важнијим листовима и часописима обележавају његово вишедеценијско присуство у нашој култури. Учествовао је у бројним разговорима поводом књига, тематских трибина и одржао више предавања у нашим најзначајнијим институцијама, а критичке текстове, коментаре и колумне објављивао је у најугледнијим домаћим листовима и недељницима:
Главне теме Јовановићевог научног интересовања су: традиционална духовна култура Срба и балканских Словена, паганско наслеђе, магијска пракса, представе о смрти, етнопсихологија, теорија обреда, урбана антропологија, антрополошко проучавање зла, истраживање снова и превредновање досадашњег етнолошког и антрополошког наслеђа. Резултати његових истраживања уграђени су у приступе савремених научних проучавања.
Осим научне, Јовановић се бави и књижевном и филмском активношћу, објавивши дванаест збирки поезије и снимивши преко четрдесет алтернативних филмова.
Покренуо је и уређивао едиције „Откривања“, „Трећи миленијум“, „Душа и култура“ и „Словенска ризница“. Био је члан редакција Књижевног листа и часописа Градина, Култура и Источник. Редактор је Српске енциклопедије за област етнологије и антропологије.

## Дело

### Антропологија
Осим бројних научних и стручних радова, Бојан Јовановић је аутор и следећих антрополошких дела:
- Српска књига мртвих, Градина, Ниш 1992. Друго издање „Прометеј“, Нови Сад 2002, треће Службени гласник, Београд 2015.
- Магија српских обреда, Светови, Нови Сад 1993. Друго издање 1995, треће (са поговором Жарка Требјешанина), Просвета, Ниш 2001, четврто Народна књига, Београд 2005, пето Службени гласник, Београд, 2014.
- Тајна лапота — традиционални и научни мит о убијању старих, Прометеј и Балканолошки институт САНУ, Нови Сад, Београд 1999. Друго издање Службени гласник, Београд, 2013.
- Дух паганског наслеђа, Светови, Нови Сад 2000. Друго издање Народна књига, Београд 2006, треће (са поговором Владете Јеротића) Дерета, Београд 2015.
- Карактер као судбина, Библиотека „Стеван Првовенчани“, Краљево, 2002. Друго издање Народна књига, Београд 2004.
- Клопка за душу, Анахронике I, Stylos, Нови Сад 2002. Друго издање Народна књига, Београд 2007.
- Говор пећинских сенки, Анахронике II, Stylos, Нови Сад 2004.
- Блискост далеког, Анахронике III, Stylos, Нови Сад 2005.
- Судбина и магија, Просвета, Београд 2007.
- Пркос и инат, Завод за издавање уџбеника, Београд, 2008.
- Речник јавашлука, Прометеј, Нови сад, 2009.
- Љубав и опраштање, Арс либри, Партенон, Београд, 2011.
- Читање пророчанства (са М. Демићем), Службени гласник, Београд, 2011.
- Играње с ништавилом, Службени гласник, Београд, 2011.
- Околни пут, Адреса, Нови Сад, 2013.
- Памћење и самозаборав, Orpheus, Нови Сад, 2014. Друго издање (са поговором Ђорђа Малавразића), Дерета, Београд, 2018.
- Светови антрополошке имагинације, Hеsperia edu, Београд, 2014.
- Антропологија зла, Hеra edu, Београд, 2016.
- Тајни интерес: песничко и антрополошко искуство, Завод за издавање уџбеника, Београд, 2017.
- Онирички код: увод у антропологију снова, Hеra edu, Београд, 2017.
- Крај амбиса, Ars Libri, Задужбина Владете Јеротића, Београд, 2018.
- Путовање заборављеним бродом, Нишки културни центар, Ниш, 2019.
- Ново варварство, Адреса, Београд, 2022.[2]
- Манцонијево завештање, Дерета, Београд, 2022.[2]

### II Приређене књиге
- Писма Нори, Градина, Ниш 1982. Следећа издања: 1988, 1990, 1991, 1993 (Брајево писмо), 1998, 2003. 2005. је постављена на сцени Театра поезије и извођена под називом „Страсна љубав великог писца“.
- О магији и религији, (избор из дела Веселина Чајкановића), Просвета, Београд 1985, 355.
- Ишчекивање месије, Панпублик, Београд 1988.
- Фројдов антрополошки песимизам, Дом културе Студентски град, Београд 1990.
- Етнопсихологија данас, Дом културе Студентски град, Београд 1991.
- Откривени бог, Градина, Ниш 1991.
- Карактерологија Срба, Научна књига, Београд 1992.
- Тамна страна људске природе, Дом културе Студентски град, Београд 1992.
- Српска Византија, Дом културе Студентски град, Београд 1993.
- Мушкарац и жена — жена и мушкарац, Гутенбергова галаксија, Београд 2001.
- Сабране песме Бранка Миљковића, (прир. са Д. Јевтићем), Просвета, Ниш, 2001.
- Српска етномитологија — изабрана дела Слободана Зечевића (са Б. Зечевићем), Службени гласник, Београд 2008.
- Јединство народног духа, избор из дела Симе Тројановића, Службени гласник, Београд 2008.
- Детињство народа, избор из дела Војина Матића, Службени гласник, Београд, 2010.
- Антологија снова, Службени гласник, Београд, 2012.

### Приређени темати часописа
- „Поетика сажетости“, Градина 2, Ниш, 1980.
- „Алтернативна знања“, Дело, бр. 8, Београд, 1981.
- „Британска антропологија“, Градина, бр. 5—6, Ниш, 1983.
- „Негативна утопија“, Градина, бр. 1—2, Ниш, 1984.
- „Магија“, Градац, бр. 63, Чачак, 1985.
- „Религија и митологија“, (о делу Мирчеа Елијадеа), Књижевна критика, бр. 6, Београд, 1986.
- „Читање ритуала“, Градина, бр. 10, Ниш, 1986.
- „Тихомир Ђорђевић“, Balcanica, XXV—2, Београд, 1994.

## Књижевност
Објавио је књиге песама:
- Бацање каменчића (1973).
- Кост између обала (1981).
- Душоловац (1989).
- Проповед мрава (1993).
- Пешчана мајка (1996),
- Одломци божанства (1997).
- Кућа иза облака (1999).
- Називи долазећег (2005).
- Сенке у тами (2006).
- Говор прозорљивог (2009).
- Састојци времена (2012).
- Поновна рођења — изабране и нове песме (2015).
- Спасоносне невоље (2017).

Важан аспект његовог књижевног рада чине тематски есеји и текстови о домаћим и иностраним писцима. Песме су му превођене на енглески, француски, немачки, италијански, мађарски и словенске језике. Заступљен је у више антологија.

## Филм
Бојан Јовановић је снимио је преко четрдесет алтернативних филмова од којих су најважнији: 
- ТВ је биоскоп у који одлазим седећу у дворишту (1974),
- Телетека (1975),
- Пронађени канал (1975),
- Егзодус (1976),
- Почетак (1978),
- Размишљање ока (1979),
- Ленон (1981),
- Превирање (1982),
- Девичански дар (1982),
- Празник (1983),
- Призори који су појели себе (1984),
- Процес (1986),
- Емисија (1986–87),
- Откуцаји темпираног времена (1988).

У оквиру продукције ТВ Нови Сад режирао је филмове Живот је сан (о Андреју Тарковском) и Колективно несвесно (о Карлу Густаву Јунгу).
Књига Бранислава Милтојевића Целулоидни залогаји Бојана Јовановића, објављена у издању Дома културе „Студентски град“ 2008. године указује на значај његовог филмског опуса.
Избор његових филмова на ДВД објављен је у издању Архива алтернативног филма Дома културе „Студентски град“, а тим поводом снимљена је на РТС и посебна емисија „Свет прожет екранима“ о његовом филмском стваралаштву.
Одреднице о његовом раду објављене су у општим и специјализованим енциклопедијама: у Енциклопедија српског народа, у Филмској енциклопедији, у Енциклопедији филмских редитеља.
Књига његових изабраних интервјуа Мехури запенушаних година (приредила Анђелка Цвијић), објављена је у издању београдског Партенона 2013.

## Награде и признања
- Вукова награда 2012. године — за изузетан допринос развоју културе и остварене научне резултате.
- Повеља поводом 55 година постојања Другог програма Радио Београда 2013. — за дугогодишњу успешну сарадњу.
- Награда „11. јануар“, највише признање града Ниша 2017. године — за постигнуте резултате у области науке и књижевности.
- Награда „Дејан Медаковић”, за књигу Српско културно благо, 2023.[4]